# Sabera fuliginosa
Sabera fuliginosa là một loài bướm ngày thuộc họ Họ Bướm nhảy. Nó được tìm thấy dọc theo bờ biển đông bắc của Queensland, cũng như ở Irian Jaya và Papua New Guinea.
Sải cánh dài khoảng 40 mm. Ấu trùng ăn Calamus moti.

## Phụ loài
- Sabera fuliginosa fuliginosa (Queensland)
- Sabera fuliginosa chota (New Guinea)